# Cantonul Wittenheim
Cantonul Wittenheim este un canton din arondismentul Mulhouse, departamentul Haut-Rhin, regiunea Alsacia, Franța.

## Comune
- Berrwiller
- Bollwiller
- Feldkirch
- Kingersheim
- Lutterbach
- Pfastatt
- Reiningue
- Richwiller
- Wittenheim (reședință)